# 27 Bateria Artylerii Stałej
27 Bateria Artylerii Stałej, Jednostka Wojskowa nr 4444.
Baterię sformowano w 1957 roku jako część systemu baterii artylerii nadbrzeżnej. Umiejscowiono ją na Cyplu Helskim częściowo w obiektach Rejonu Umocnionego Hel. Do jej zadań należało:
- zwalczanie kutrów torpedowych nieprzyjaciela przedzierających się w rejon Zatoki Puckiej i na redę portu Hel i Gdynia samodzielnie i we współdziałaniu z istniejącymi bateriami
- zwalczanie środków desantowych nieprzyjaciela przedzierających się poza cypel Hel w kierunku Gdyni
- wzmocnienie ognia przeciwlotniczego rejonu Helu i Gdyni

Jej zasadniczym uzbrojeniem były uniwersalne 100 mm armaty morskie typu B-34U, produkcji radzieckiej, stosowane  jako uzbrojenie okrętów i baterii nadbrzeżnych. W związku z uzbrojeniem oraz zadaniami jakie wykonywała, bateria określana była jako „przeciwkutrowa” lub „sztyletowa”. 
W 1963 roku baterię połączono z sąsiednią 13 BAS. W połowie 1965 roku bateria przeszła ze struktur Dowództwa Jednostek Nadbrzeżnych do 9 Flotylli Obrony Wybrzeża. Rozkazem dowódcy Marynarki Wojennej z dnia 15 czerwca 1974 roku 27 Bateria Artylerii Stałej (wraz z pozostałymi) została rozformowana.